# Bleeding Kansas
 (novembre 2018).
Si vous disposez d'ouvrages ou d'articles de référence ou si vous connaissez des sites web de qualité traitant du thème abordé ici, merci de compléter l'article en donnant les références utiles à sa vérifiabilité et en les liant à la section « Notes et références ».

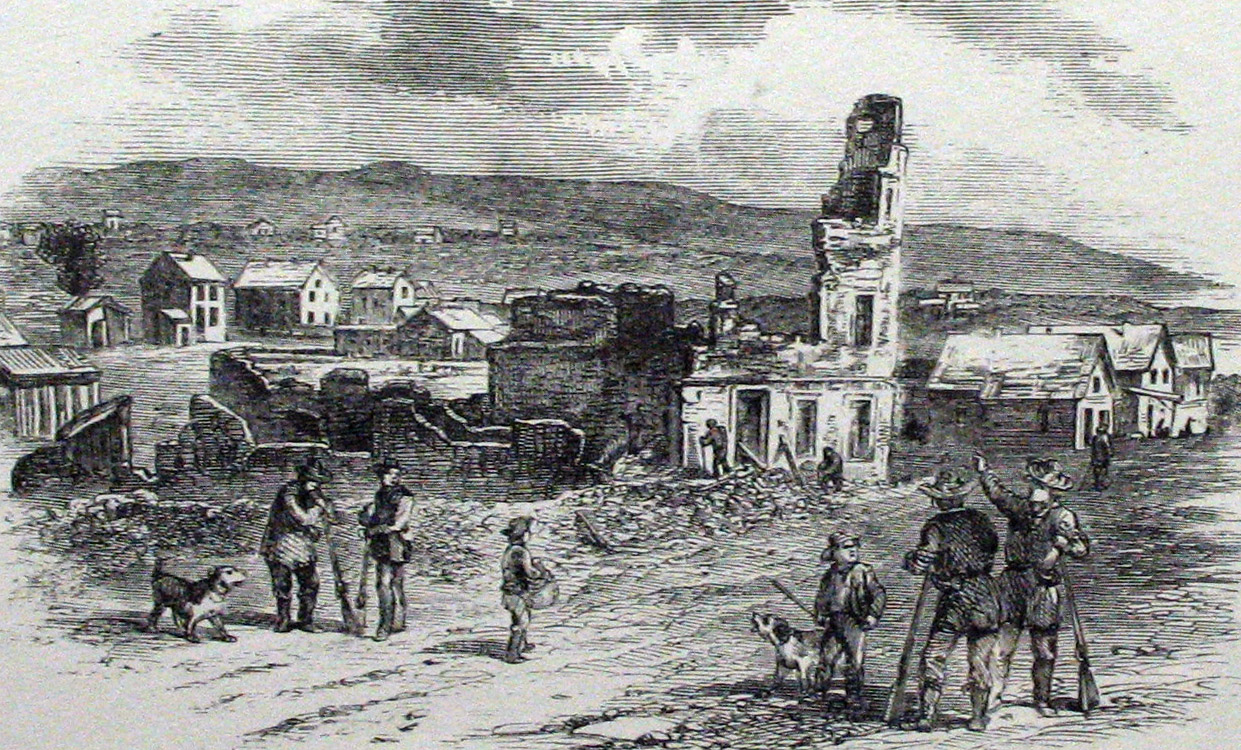
Ruines du siège de l'État libre après le saccage de Lawrence.

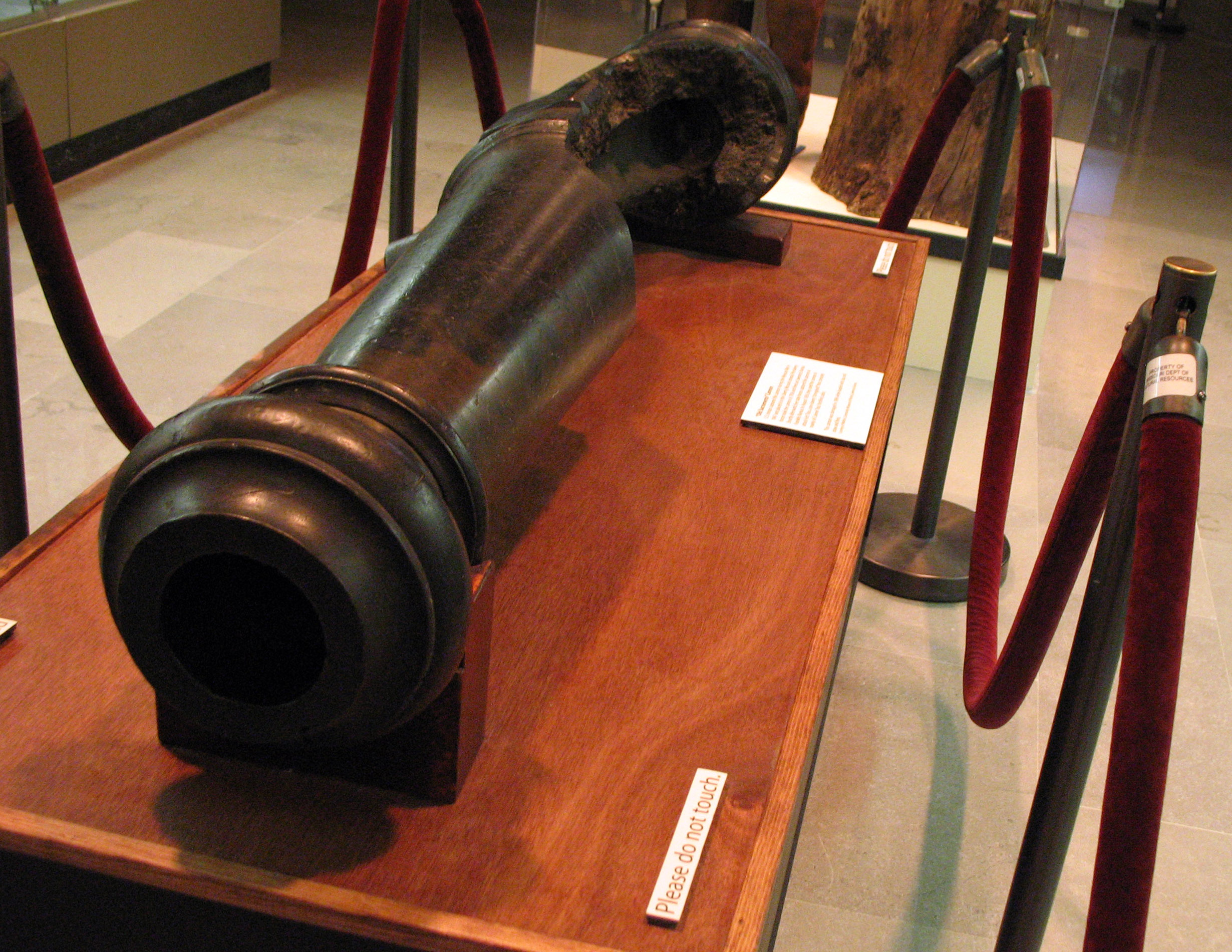
Le canon Old Sacramento capturé par les États-Unis en 1847 pendant la guerre américano-mexicaine et transporté au Liberty Arsenal. Cette pièce d'artillerie fut prise et utilisée par les partisans de l'esclavage durant le sac de Lawrence.

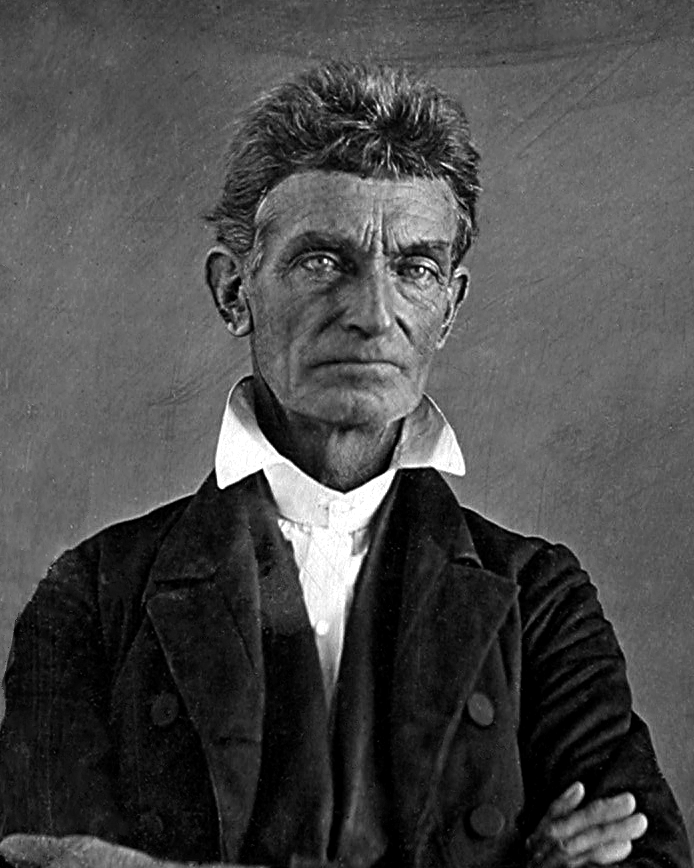
John Brown photographié en 1856, l'année du massacre de Pottawatomie, dont il fut l'instigateur.

Le concept historique de Bleeding Kansas (Kansas sanguinolent), parfois mentionné dans l'histoire comme Bloody Kansas (Kansas sanglant) ou Border War (guerre frontalière), englobe une série de violentes confrontations politiques et populaires qui opposèrent, de 1854 à 1861, dans le territoire du Kansas et les villes de la frontière ouest du Missouri, les Free Soilers (anti-esclavagistes) et les Border Ruffians, partisans de l'esclavage.
Les évènements du Bleeding Kansas menèrent directement à la guerre de Sécession et conditionnèrent les relations entre Kansas et Missouri.

## Genèse du conflit
Au cœur du conflit qui opposait les deux camps se trouvait la question de savoir si le Kansas, jusqu'alors un simple Territoire, entrerait dans l'Union en tant qu'État « libre » ou, au contraire, en tant qu'État esclavagiste. En ce sens, Bleeding Kansas fut un conflit par procuration opposant Nordistes et Sudistes autour de la question de l'esclavage sur le territoire des États-Unis.
Le Congrès des États-Unis avait longtemps réussi, avec difficulté, à préserver un fragile équilibre entre esclavagistes et abolitionnistes. Les événements qui allaient entrer dans l'histoire sous le nom de Bleeding Kansas furent déclenchés, en 1854, par l'acte Kansas-Nebraska, annulant le compromis du Missouri (qui avait jusqu'alors garanti l'équilibre entre partisans et adversaires de l'esclavage) et proclamant que le statut du nouvel État du Kansas serait déterminé par la souveraineté populaire.

## Violences

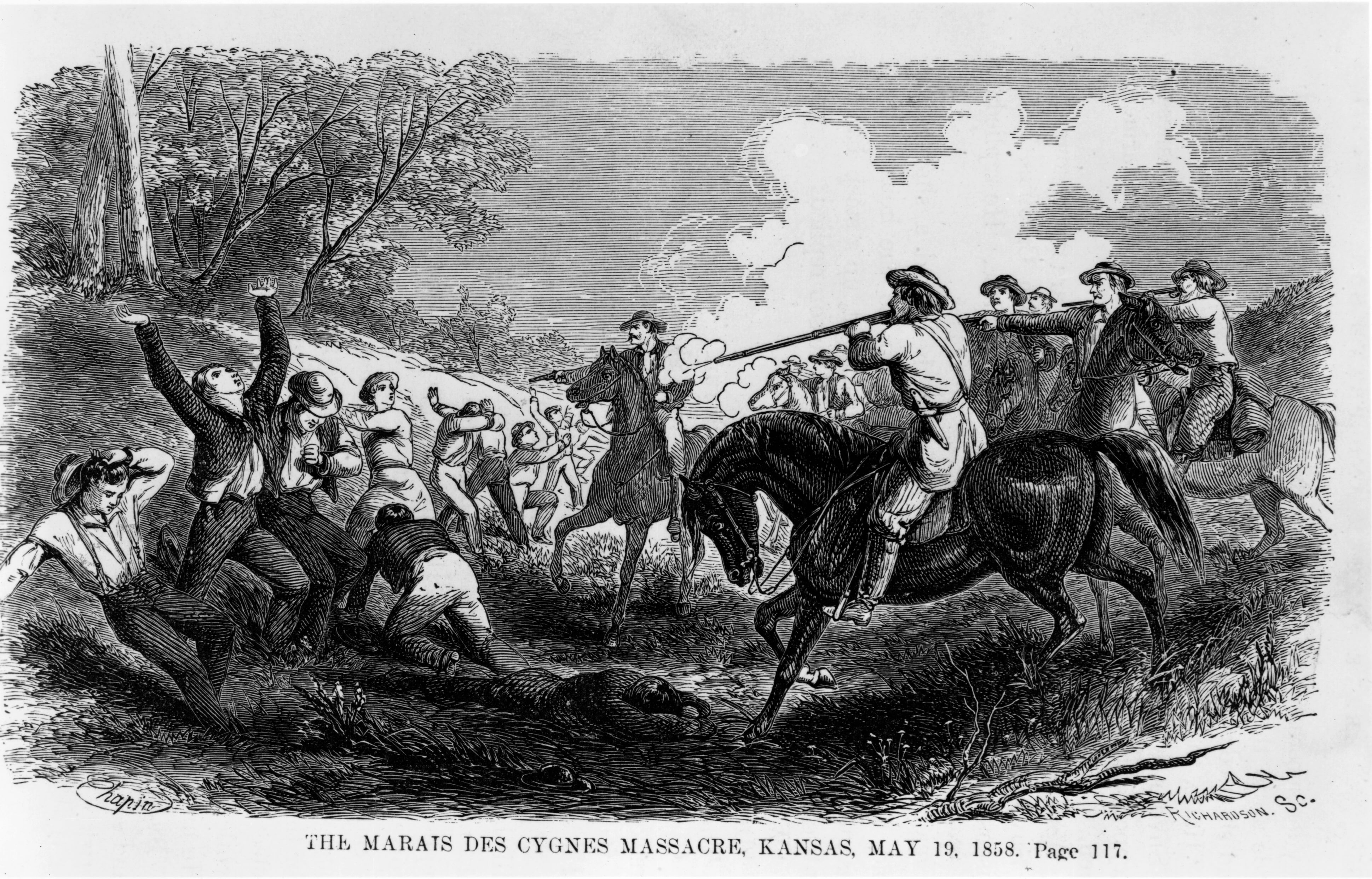
Massacre de partisans de l'abolition, Kansas, mai 1858.

Cette décision provoqua l'arrivée massive, sur le territoire du futur État, d'activistes des deux bords qui s'affrontèrent violemment, sur le mode de la guérilla, pour le contrôle du Kansas. Le 21 novembre 1855, la Wakarusa War débuta quand un anti-esclavagiste fut tué par un pro-esclavagiste. Le 21 mai 1856, un groupe de Border Ruffians mit à sac Lawrence, une petite ville acquise aux thèses anti-esclavagistes. Le jour suivant, au Sénat, Preston Brooks, démocrate de Caroline du Sud, assomma à coups de canne Charles Sumner, sénateur du Massachusetts et partisan de l'abolition.
Dans la nuit du 24 mai 1856, John Brown, arrivé au Kansas en octobre 1855 pour y combattre l'esclavagisme, massacra à coup de sabre, à Pottawatomie Creek, un groupe de présumés esclavagistes. Le 2 juin suivant, Brown fit prisonnier une trentaine de partisans de l'esclavage à la bataille de Black Jack. En août 1856, des milliers de partisans de l'esclavage, organisés comme des armées, envahirent le Kansas. John Brown et ses partisans en affrontèrent une partie à la bataille d'Osawatomie. Les hostilités se poursuivirent pendant deux mois, jusqu'à ce que Brown et ses partisans quittent le Kansas. Un nouveau gouverneur ayant réussi à ramener un calme précaire, des violences épisodiques persistèrent pendant deux ans, jusqu'au massacre du Marais des Cygnes (1858). Au total, 56 personnes trouvèrent la mort dans les événements du Bleeding Kansas.

## Affrontements institutionnels
Parallèlement à ces violences, les deux camps se livrèrent à un combat institutionnel pour faire entériner leurs doctrines respectives dans la Constitution du nouvel État.
En 1855, la Constitution de Topeka constitua un gouvernement fantôme instituant un État libre qui s'opposait au gouvernement jugé illégitime, car porté au pouvoir par des électeurs du Missouri. En 1857, le Kansas assembla une constituante qui rédigea la Constitution (pro-esclavagiste) de Lecompton. Les anti-esclavagistes refusèrent de la ratifier, le président James Buchanan l'accepta néanmoins et fut désavoué par le Congrès qui exigea une nouvelle élection. Ce fut alors au tour des pro-esclavagistes de boycotter le processus, ce qui permit à leurs adversaires de se déclarer victorieux. Finalement, la Constitution de Lecompton finit par dépérir en raison de sa légitimité incertaine.
En 1859, une nouvelle constitution, la Constitution de Wyandotte, qui reprenait les thèses anti-esclavagistes, fut rédigée. Elle fut adoptée à deux contre un et, le 29 janvier 1861, le Kansas fut finalement admis dans l'Union en tant qu'État « libre », moins de trois mois avant la bataille de Fort Sumter qui marquait le début de la guerre de Sécession.
L'expression « Bleeding Kansas » fut inventée par le journaliste Horace Greeley, du New York Tribune.

## Événements de Bleeding Kansas
- Guerre de Wakarusa, novembre et décembre 1855
- Saccage de Lawrence (Kansas), 21 mai 1856
- Massacre de Pottawatomie, 24 et 25 mai 1856
- Bataille de Black Jack, 2 juin 1856
- Bataille d'Osawatomie, 30 août 1856
- Massacre du Marais des Cygnes, 19 mai 1858

## Dans la culture
- La Piste de Santa Fe, film de Michael Curtiz (1940)